# Bridging (networking)

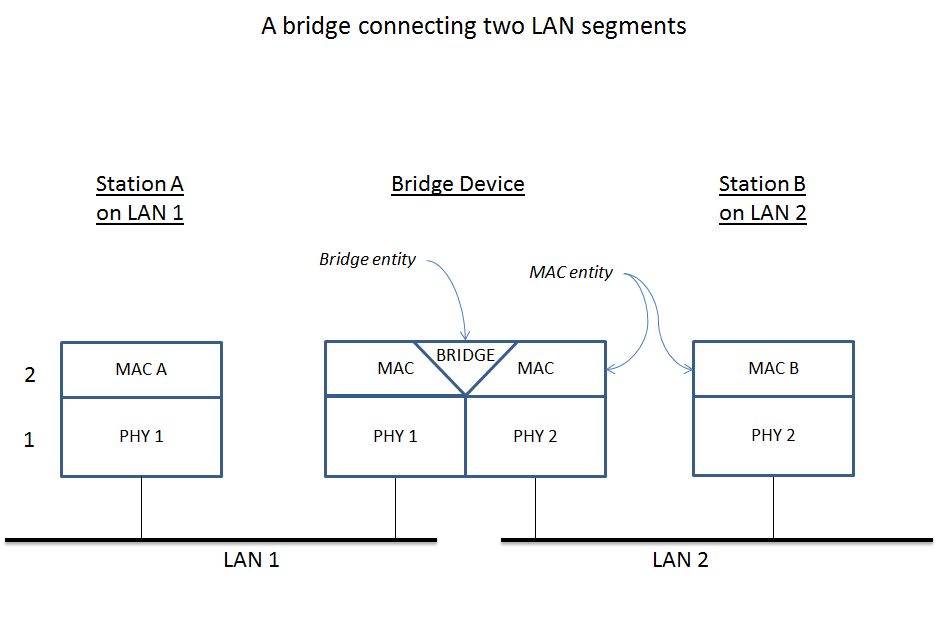
Tổng quan mức cao của network bridging, sử dụng các tầng ISO/OSI và thuật ngữ học

Một network bridge (tiếng Anh, tạm dịch: cầu mạng) là một thiết bị nối mạng máy tính tạo ra một mạng đơn kết hợp từ nhiều mạng thông tin liên lạc hoặc từ nhiều segment mạng. Chức năng này được gọi là network bridging. Bridging khác với routing, routing cho phép nhiều mạng khác nhau giao tiếp độc lập trong khi chúng vẫn ở riêng biệt. Trong mô hình OSI, bridging được thực hiện ở hai tầng đầu tiên, bên dưới tầng mạng (network layer) (tầng 3). Nếu một hay nhiều segment của một mạng đã được bridged là wireless (không dây), thì thiết bị được gọi là wireless bridge (bridge không dây) và chức năng này được gọi là wireless bridging (bridging không dây).
Công nghệ network bridging có bốn kiểu: bridging đơn giản, multiport bridging, learning hoặc transparent bridging, và source route bridging.